# 數造天才
《X+Y愛的方程式》（英語：X+Y）是2014年BBC電影所製作的英國電影。導演摩根·马修斯，主演是阿薩·巴特菲爾德，雷夫·史波和莎莉·霍金斯。靈感來自紀錄片《美麗青年心靈》，描述一名心靈受創的少年Nathan ( 阿薩·巴特菲爾德 飾 )，因為對數學的熱忱讓他進入了英國數學國家隊，跟著團隊遠赴重洋來到台灣參加國際數學奧林匹亞競賽集訓 ，也因為在台灣遇到的人事物讓他放下包袱，開啟全新的人生。電影首映在2014年9月5日在多倫多國際影展上映，歐洲首映在2014年10月13日倫敦影展上映，並於2015年3月13日於英國上映。

## 故事簡介
有數學天才都無法破解的方程式嗎？納森是個活潑的數學天才。父親意外去世後，納森變得十分內向。無法和兒子共處的茱莉，發現納森數學天份過人，決定把兒子交由自甘墮落的數學老師漢弗萊斯栽培。仁慈令兩代數學天才，建立起亦師亦友的關係，納森更成功通過甄選，代表英國競逐第59屆國際數學奧林匹亞大賽，以初選者身份前往台灣，與中國隊聯合集訓，爭取出賽機會。由英倫近郊到繁華的台北，劍橋校園到國際數學奧林匹亞的競技場，納森的人生因安慰而改變。奧林匹亞大賽逼近眉睫，他跟中國隊的成員張梅，愛情亦急速升溫。納森能否在破解方程式的同時，一併解開心結？多倫多影展及釜山國際影展入圍作品，英國獨立電影大獎最佳男主角、女配角及男配角等四大提名。感人、勵志、溫情洋溢，破解百條方程式，能否經歷親情的考驗呢？

## 演員
- 阿薩·巴特菲爾德 飾演納森·埃利斯。
- 瑞夫・史波 飾演馬丁。納森的數學老師。
- 莎莉·霍金斯 飾演朱莉。納森的母親。
- 埃迪·馬桑 飾演理查。
- 焦陽 飾演張梅。中國隊的成員。
- 傑克·戴維斯 飾演盧克。英國隊的成員。
- Martin McCann 飾演麥可。納森的父親。
- 亞歷克斯‧勞瑟飾演艾薩克。英國隊的成員。
- Edward Baker-Close 飾演納森·埃利斯(年幼時期)。
- Orion Lee （页面存档备份，存于） 飾演鄧老師。

## 獎項
- 英國獨立電影獎－最佳男主角阿薩·巴特菲爾德（提名）、最佳女配角莎莉·霍金斯（提名）、最佳男配角瑞夫史波（提名）、最佳新導演摩根馬修斯（提名）
- 羅馬電影節－最佳新監製勞拉·黑斯廷斯-史密斯（獲獎）
- 塔林黑之夜電影節－最佳電影 X+Y愛的方程式（獲獎）、最佳青年電影 X+Y愛的方程式（提名）
- 釜山國際影展－最佳電影 X+Y愛的方程式（提名）
- 多倫多國際電影節－數造天才（特別介紹）